# HESA Shahed 136

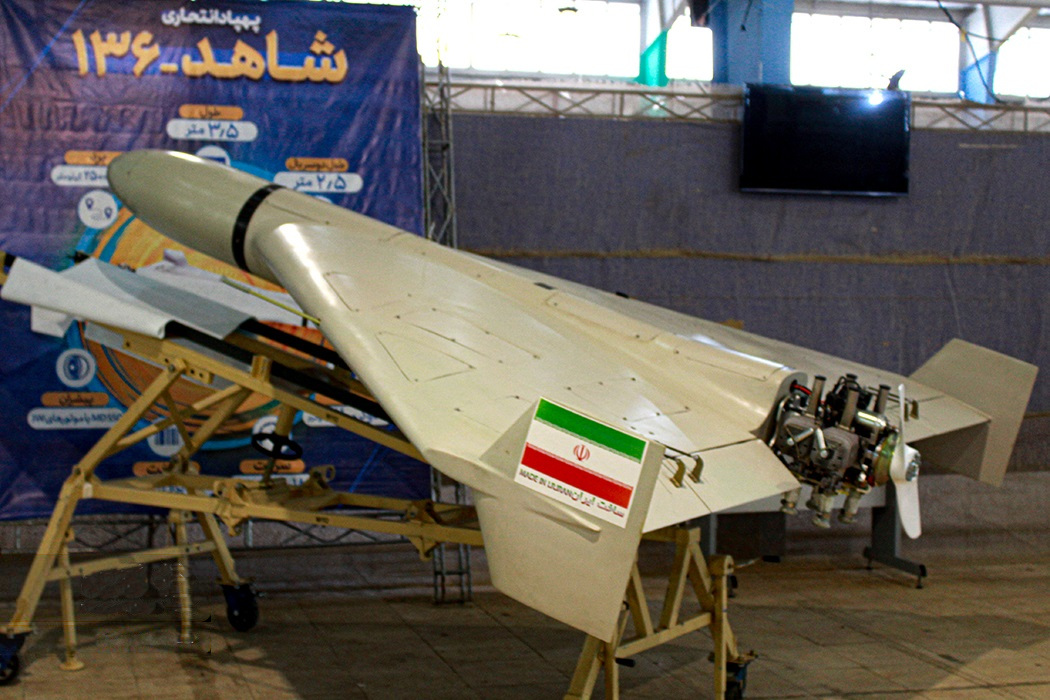
De HESA Shahed 136

De HESA Shahed 136 (Perzisch شاهد ۱۳۶, ‘Sjahada’) is een Iraans onbemand luchtvaartuig, in 2021 ontworpen door HESA Iran Aircraft Manufacturing Industries Corporation om doelen op de grond aan te vallen. De reikwijdte zou maximaal 2000 km bedragen.
De drone heeft een deltavleugel met stabilisatievinnen aan de uiteinden.
De drone is 200 kg zwaar, 3,5 m lang, heeft 2,5 m spanwijdte en kost omgerekend ongeveer €20.000.
In de neus zit een infrarood doelzoeker en erachter de explosieve lading.
De drone wordt bijna horizontaal gelanceerd vanuit een rek van vijf, dat past op een vrachtwagen.
Een JATO raketmotor lanceert de drone en wordt meteen daarna afgeworpen.
Achteraan zit de Mado MD-550 viercilindermotor, zoals de Duitse Limbach L550E, die de tweebladige duwpropeller erachter aandrijft waarmee de drone een snelheid van 185 km/h bereikt.

## Gebruikers
De Houthi's in Jemen gebruikten de drones het eerst in de Jemenitische Burgeroorlog (2015).
Iran heeft er honderden aan Rusland geleverd voor aanvallen in de Russische invasie van Oekraïne in 2022 tegen elektriciteitscentrales in Kiev en Odessa.
In het Russisch heten ze Герань-2, Geranium-2.
Oekraïense soldaten hoorden de drones van kilometers ver en haalden enkele met handvuurwapens, luchtafweer en met Mig-29 vliegtuigen neer.
In oktober 2022 heeft de Iraanse Revolutionaire Garde met Shahed 136 drones het hoofdkwartier van de Koerden in Irak aangevallen.